# Amanda Righetti
Amanda Righetti, née le 4 avril 1983 à Saint George, dans l'Utah, aux États-Unis, est une actrice et productrice américaine.

## Biographie

### Carrière
À deux reprises, elle a fait partie des 100 plus belles femmes du monde selon le magazine FHM.
Elle s'est fait connaître par les plus jeunes avec la série Newport Beach où elle jouait Hailey Nichol (sœur de Kirsten et tante de Seth).
Elle incarne Grace Van Pelt dans la série Mentalist ou encore Maddie dans la série Colony.

### Vie privée
Cadette d'une famille de huit enfants, elle s'est mariée le 29 avril 2006 avec le réalisateur Jordan Alan. En juillet 2012 elle annonce qu'elle est enceinte de leur premier enfant. Le 10 janvier 2013, elle donne naissance à un fils, Knox Addison. 
Elle a demandé le divorce en 2017. 

## Filmographie

### Cinéma
- 1995 : Love and Happiness : Charlie's kid sister
- 1996 : Kiss and Tell (en) : Little One
- 2002 : Angel Blade (en) : Samantha Goodman
- 2007 : Pipeline : Jocelyn
- 2007 : Retour à la maison de l'horreur (Return to House on Haunted Hill) : Ariel Wolfe (Direct-to-video)
- 2008 : Matter : Stranger
- 2009 : Les Grands Frères (Role Models) : Isabel
- 2009 : Vendredi 13 (Friday the 13th) : Whitney Miller
- 2011 : Captain America: First Avenger (Captain America: The First Avenger) : agent du SHIELD
- 2015 : Cats Dancing on Jupiter : Josephine Smart
- 2015 : Christmas at the ranch : Kate
- 2023 : Reagan : Nelle Reegan

### Télévision

#### Séries télévisées
- 2001 : Les Experts (CSI: Crime Scene Investigation) : l'ado à l'équitation
- 2002 : Greg the Bunny : Debbie Fishman
- 2005 : Newport Beach (The O.C.) : Hailey Nichol
- 2005 : North Shore : Hôtel du Pacifique (North Shore) : Tessa Lewis
- 2006 : Enemies : Kelly Callaway
- 2006 : Entourage : Katrina
- 2006 : Réunion : Destins brisés : Jenna Moretti
- 2007 : K-Ville : A.J. Gossett
- 2008-2015 : Mentalist : Grace Van Pelt
- 2014 : Chicago Fire : Holly Whelan
- 2014 : Chicago Police Department (Chicago P.D.) : Holly Whelan
- 2016-2017 : Colony : Madeline « Maddie » Kenner
- 2020 : Los Angeles : Bad Girls (LA.'s Finest) : Tania Glover

#### Téléfilms
- 2003 : No Place Like Home
- 2005 : Romy and Michele: In the Beginning : la fille sympa (non créditée)
- 2007 : Marlowe : Jessica Reede
- 2011 : Rendez-vous interdits (Wandering Eye) : Marlen Abbott
- 2011 : Les Terres de Wendy (The Chateau Meroux) : Jennifer
- 2012 : L'Ombre de la peur (Shadow of Fear) : Casey Cooper
- 2017 : Le Surfeur d'à côté (Love at the Shore) : Jenna
- 2020 : La Folie de Barbara (Deranged Granny) : Kendall Thompson
- 2022 : Amoureuse du futur marié (Family friends) : Sienna Hart